# Eckart Dahnke
Eckart Dahnke (* 4. Juli 1936; † 26. März 2009) war ein deutscher Verwaltungsjurist.

## Leben
Dahnke war langjährig in der Staatskanzlei Nordrhein-Westfalen in Düsseldorf tätig. Er war Leiter der Verfassungsabteilung im Innenministerium Nordrhein-Westfalens und wurde zum Landeswahlleiter ernannt. Dahnke schied als Leitender Ministerialrat aus dem Regierungsdienst.
Dahnke war bis 2006 Mitglied der Verwaltungskammer der Evangelischen Kirche im Rheinland. Er veröffentlichte zu Bundestagswahlen und zur Europawahl (2009).

## Orden und Ehrenzeichen
- Verdienstkreuz am Bande der Bundesrepublik Deutschland

## Schriften
- Eckart Dahnke: Verfassungsentwürfe der neuen Länder. Eine vergleichende Betrachtung. In: "Deutsche Wiedervereinigung". Hrsg. von Klaus Stern.  Bd. III.  S. 119–139.